# Blickling
Blickling är en ort och civil parish i Storbritannien.   Den ligger i grevskapet Norfolk och riksdelen England, i den sydöstra delen av landet, 170 km nordost om huvudstaden London. Blickling ligger 26 meter över havet och antalet invånare är 136.
Terrängen runt Blickling är platt. Runt Blickling är det ganska tätbefolkat, med 222 invånare per kvadratkilometer. Närmaste större samhälle är Bowthorpe, 19,0 km söder om Blickling. Trakten runt Blickling består till största delen av jordbruksmark.